# Cyrk Nerona
Cyrk Nerona (łac. Circus Neronis) – starożytny rzymski cyrk znajdujący się na terenie dzisiejszego Watykanu.

## Historia
Budowę cyrku rozpoczęto za panowania cesarza Kaliguli w roku 40. Wybrano teren na prawym brzegu Tybru, między Wzgórzem Watykańskim a Janikulum. Cyrk wybudowano równolegle do biegnącego doliną traktu rzymskiego – Via Cornelia. W cyrku odbywały się wyścigi konne.
Budowę kontynuowano za cesarzy Klaudiusza i Nerona. W czasach Nerona cyrk stanowił część tzw. horti Neronis (pol. ogrody Nerona), dzielnicy rozrywki. Po pożarze Rzymu 19 lipca 64, zgodnie ze opisem rzymskiego historyka Tacyta, cyrk i okolica były miejscem kaźni chrześcijan, względem których zastosowano ius talionis (pol. prawo odpłaty), oskarżając gminę chrześcijańską o podpalenie stolicy imperium. W pobliżu cyrku został 29 czerwca 67 roku ukrzyżowany Piotr Apostoł. Pierwszego biskupa Rzymu pochowano w ubogiej nekropolii, ciągnącej się wzdłuż Via Cornelia.
W II wieku cyrk przestał być używany. W pierwszej połowie IV wieku na jego miejscu wzniesiono bazylikę konstantyńską, poprzedniczkę obecnej bazyliki watykańskiej. Marmurowa płyta znajdująca się na placu Pierwszych Męczenników w Watykanie wyznacza miejsce, w którym do 1584 roku stał egipski obelisk w cyrku Nerona.

## Struktura
Budowla była na tyle duża, że w zawodach mogło brać udział po kilka rydwanów. Przypuszczalnie cyrk miał rozmiary: 540 metrów długości i 100 metrów szerokości. Tor był rozdzielony pośrodku murowanym przepierzeniem zwanym łac. spina. Ozdobą toru był egipski obelisk (wł. obelisco vaticano), który obecnie stoi na środku placu św. Piotra. Na zachodnim krańcu, położonym wyżej, znajdował się łuk triumfalny. Nad obiektem górowała loża cesarska wykonana w marmurze. Senatorowie zasiadali na ławach kamiennych. Plebs miał do swojej dyspozycji drewniane trybuny po obu stronach wzdłuż toru. Na wschodnim krańcu budowli znajdowały się stajnie, pomieszczenia gospodarcze i być może koszary gladiatorów. Ta część była zlokalizowana mniej więcej u końca południowego ramienia Kolumnady Berniniego.

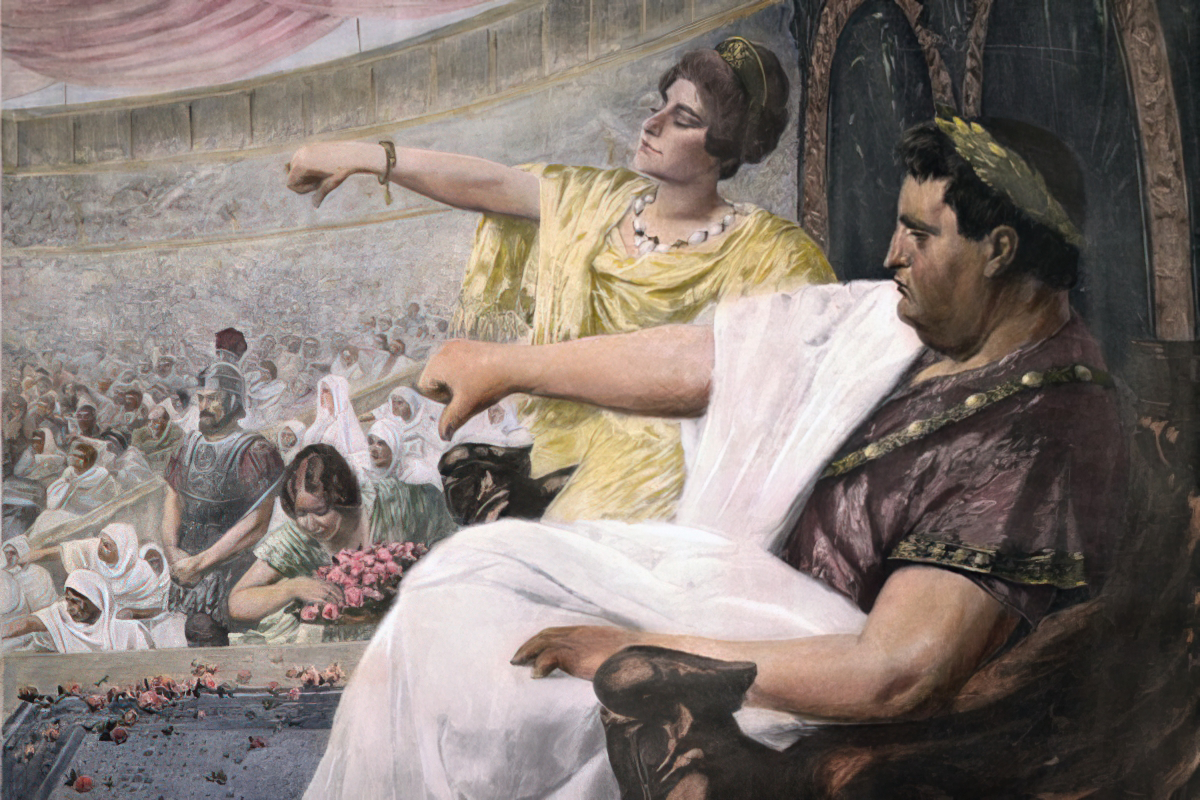
Neron w cyrku, Wilhelm Otto Peters
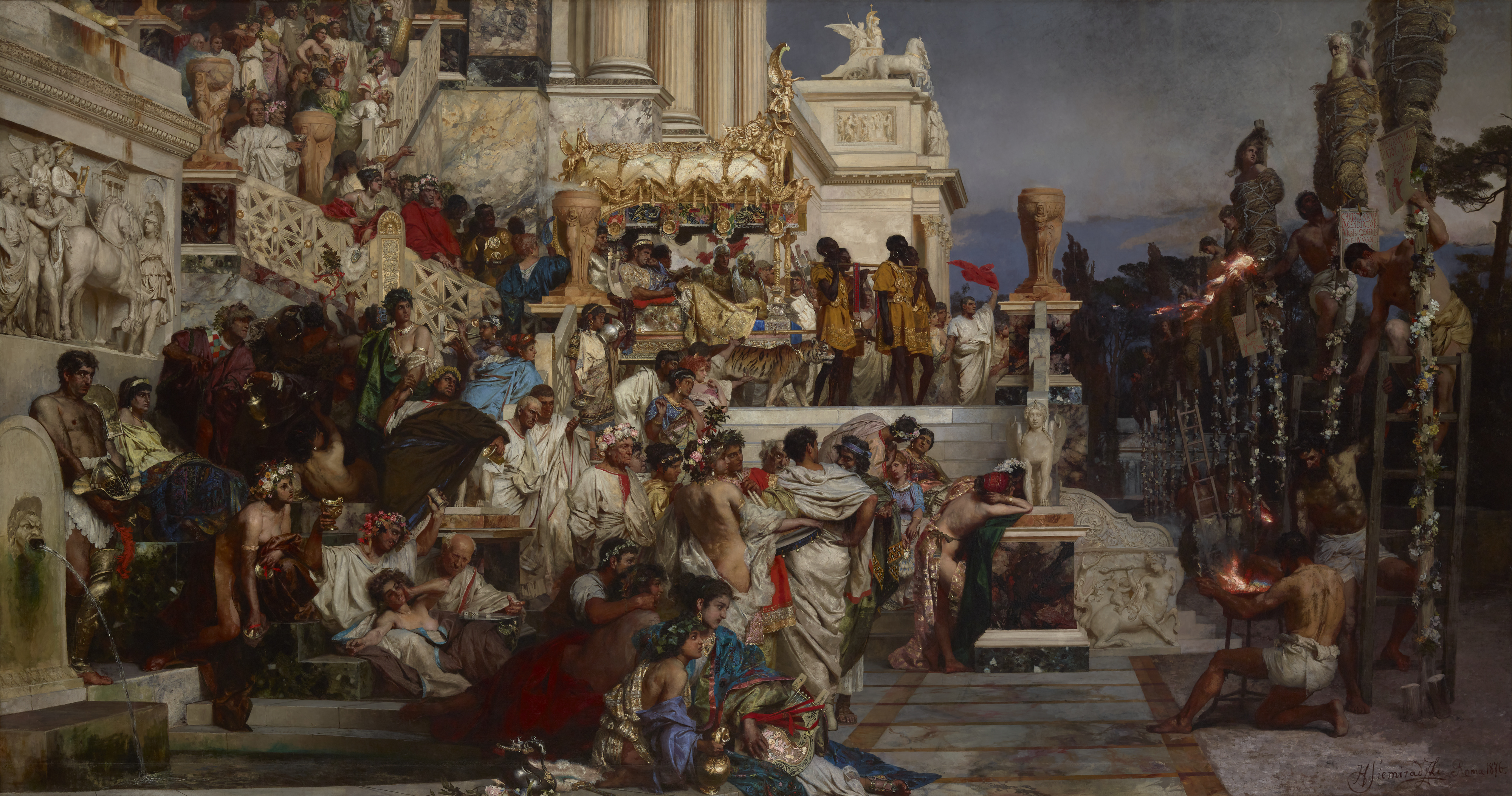
Pochodnie Nerona, Henryk Siemiradzki
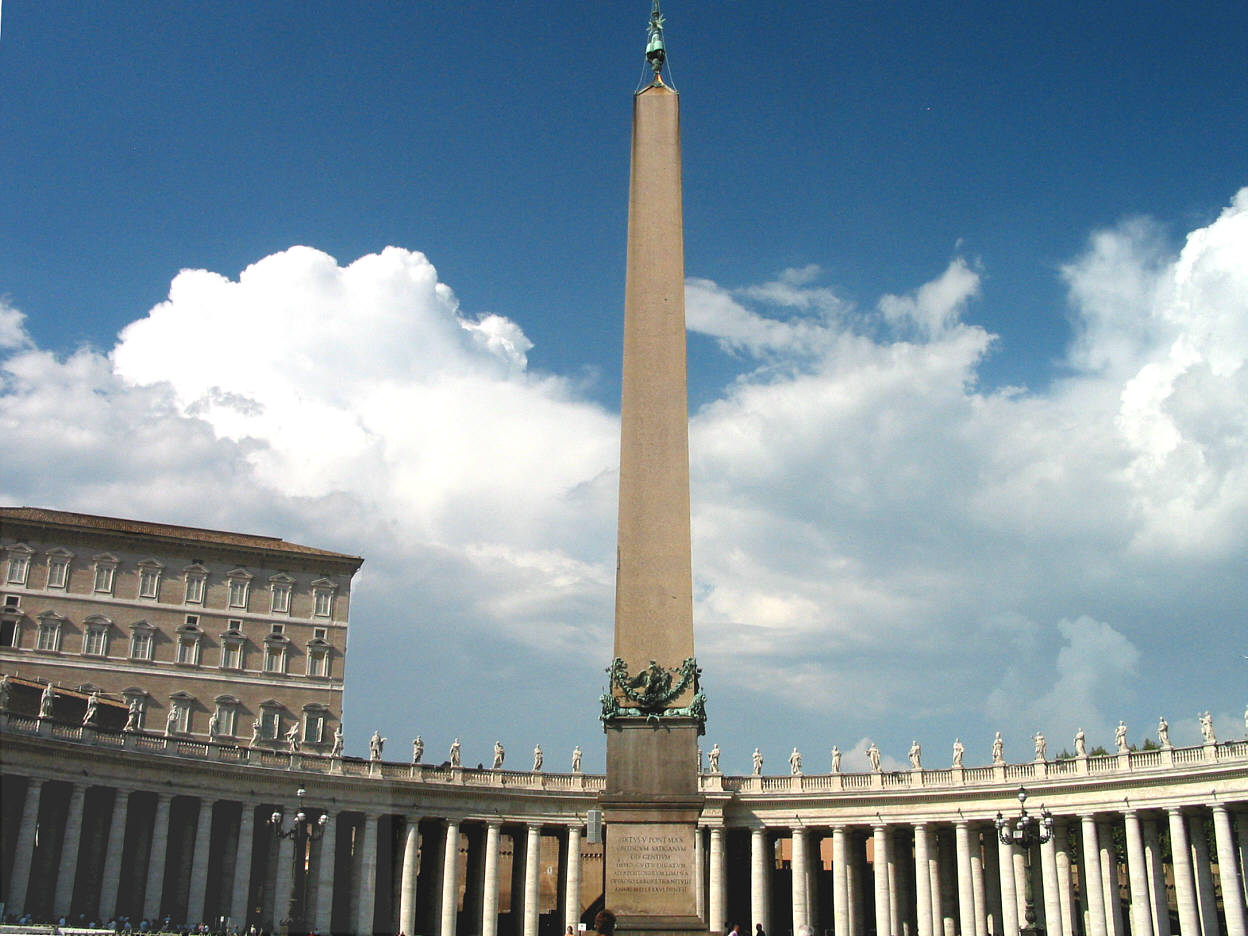
Obelisk watykański
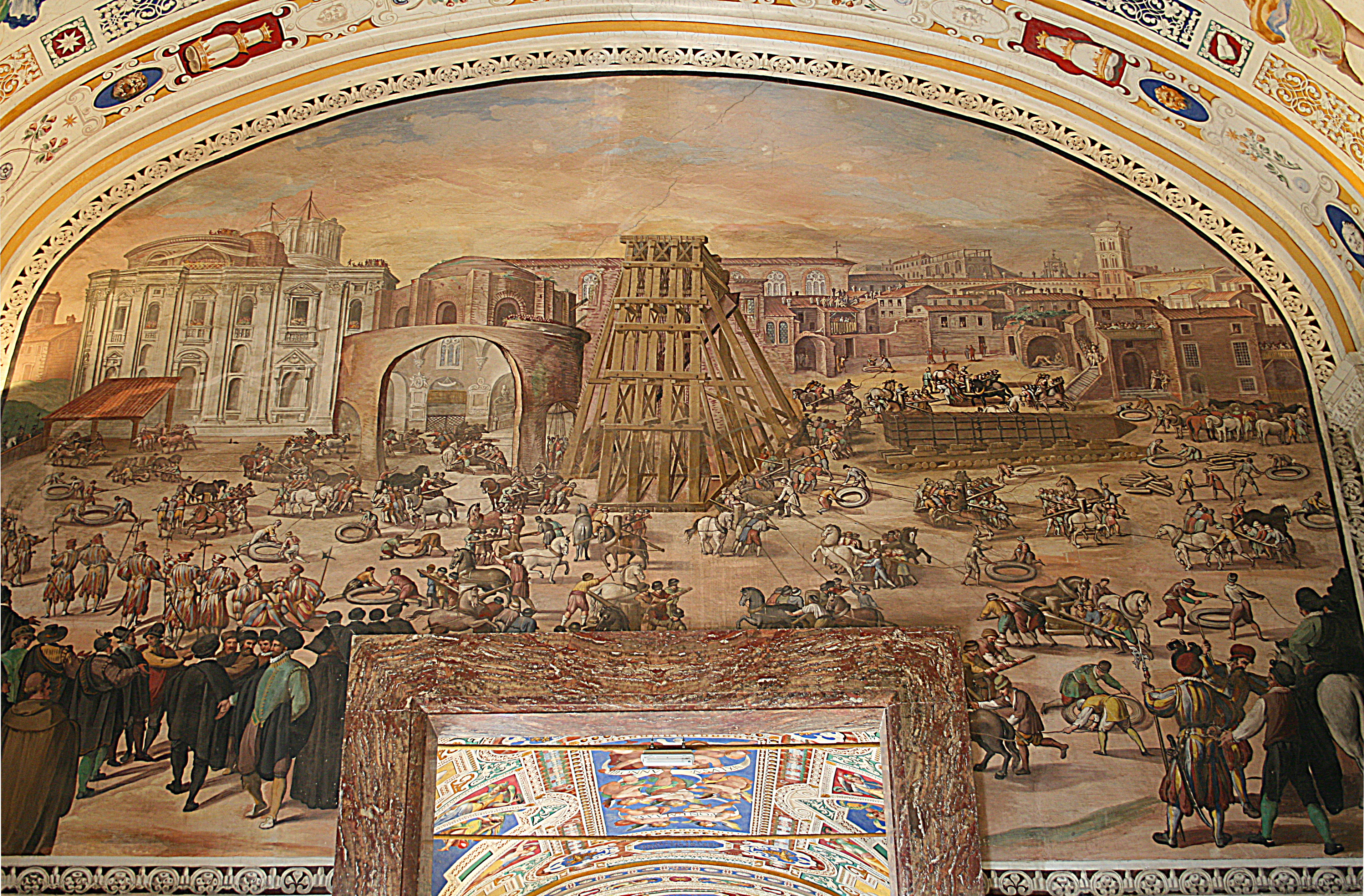
Wznoszenie obelisku na placu Świętego Piotra, Domenico Fontana